# Capitol Hill (Seattle)
Pour les articles homonymes, voir Capitol Hill.
Capitol Hill est un quartier de la ville de Seattle aux États-Unis. Haut lieu de la vie nocturne à Seattle, le quartier est connu pour être le centre des communautés LGBT et contre-culturelles de la ville.

## Géographie
Le quartier de Capitol Hill est situé sur une colline, à l'est du centre-ville et quartier d'affaires Downtown Seattle.
Le quartier est délimité à l'ouest par l'Interstate 5 (I-5), au-delà de laquelle se trouvent Downtown, Cascade (Seattle) et Eastlake ; au nord par la State Route 520 et Interlaken Park (Seattle), au-delà de laquelle se trouvent les quartiers de Portage Bay et Montlake ; au sud par E. Union et E. Madison Streets, au-delà desquelles se trouvent First Hill et le Central District ; et à l'est par 23e et 24e Avenues E., au-delà desquelles se trouve Madison Valley.
La principale artère de Capitol Hill est Broadway, qui constitue le cœur commercial du quartier. Les autres rues importantes sont les 10e, 12e, 15e et 19e avenues, toutes orientées nord-sud, et les rues E. Pine, E. Pike, E. John, E. Thomas, et E. Aloha et E. Olive Way, orientées est-ouest. De ces rues, de grandes portions de E. Pike Street, E. Pine Street, Broadway, 15e Avenue et E. Olive Way sont presque continuellement bordées de commerces de détail au niveau de la rue. Dans l'ensemble, le quartier se caractérise par des immeubles de hauteur moyenne et un mélange éclectique de commerces.
Le couloir Pike-Pine (la zone entre les rues Pike et Pine, de l'avenue Boren à la 15e rue) est une autre artère principale du quartier, pleine de cafés, de bars, de restaurants et d'autres commerces liés à la nourriture ou à la musique.
Le point le plus élevé de la colline du Capitole, à 135,5 m au-dessus du niveau de la mer, se trouve dans le parc des volontaires, à côté du château d'eau. Capitol Hill est également responsable de la moitié des 12 pentes de rue les plus raides de Seattle : 21 % sur E. Roy Street entre la 25e et la 26e Avenues E. (pente orientale), 19 % sur E. Boston Street entre Harvard Avenue E. et Broadway E. (pente occidentale) et sur E. Ward Street entre les 25e et 26e avenues E. (pente orientale), et 18 % sur E. Highland Drive entre les 24e et 25e avenues E. (pente orientale), sur E. Lee Street entre les 24e et 25e avenues E. (pente orientale), et sur E. Roy Street entre les avenues Melrose et Bellevue E. (pente occidentale).

## Histoire

### XXesiècle
Vers 1900, Capitol Hill était connu sous le nom de "Broadway Hill", d'après l'artère principale du quartier. L'origine du nom actuel du quartier est contestée. James A. Moore, le développeur immobilier qui a aménagé une grande partie du quartier, l'aurait appelé ainsi dans l'espoir que la capitale de l'État de Washington quitte Olympia (Washington) pour Seattle. Selon une autre histoire, Moore l'aurait nommé d'après le quartier de Capitol Hill à Denver, Colorado, la ville natale de sa femme. Selon l'auteur Jacqueline Williams, les deux histoires sont probablement vraies.
En raison de son ancienne et importante population catholique romaine, Capitol Hill était fréquemment appelée Catholic Hill jusqu'aux années 1980.
Capitol Hill contient certains des quartiers les plus riches de Seattle, notamment "Millionaire's Row" le long de la 14e avenue E. au sud de Volunteer Park (résidences familiales dans des rues bordées d'arbres) et le Harvard-Belmont Landmark District .
Capitol Hill compte également de nombreux immeubles d'habitation de renom, dont plusieurs de Fred Anhalt, ainsi que quelques complexes de style néo-classique encore existants, comme les Blackstone Apartments. Cependant, l'architecture du quartier n'a pas été aussi réussie dans les décennies qui ont suivi la Seconde Guerre mondiale. L'architecte Victor Steinbrueck a écrit en 1962 à propos de "l'énorme croissance des appartements de moindre luxe" qui, au début, "semblent correspondre à l'approche propre et directe associée à l'architecture contemporaine" mais dont les "couloirs extérieurs ouverts" vont totalement à l'encontre des "grandes fenêtres panoramiques" en ne laissant aucune intimité aux occupants s'ils laissent leurs stores ouverts pour profiter de la vue. "La plupart des locataires ferment leurs stores et cherchent un autre appartement lorsque leur bail arrive à échéance".
Depuis 1997, le Capitole accueille chaque année, fin juillet, la Capitol Hill Block Party, un festival de musique en plein air qui se déroule sur Pike Street entre Broadway et la 12e avenue et entre Union et Pine Street.

### XXIesiècle
Le service de transport en commun vers et dans le Capitol Hill est assuré par le King County Metro, y compris les lignes de trolleybus électriques 10, 12, 43 et 49 du système de trolleybus de Seattle. La ligne de tramway First Hill, ouverte en janvier 2016, se termine dans le quartier.
La station Capitol Hill du métro léger Link a ouvert en mars 2016, dans le cadre de l'extension de l'University Link. Un grand ensemble de trois bâtiments est actuellement en construction au-dessus de la station de métro léger, la construction devrait être terminée en 2020. Cela permettra d'augmenter considérablement la hauteur et la densité du couloir Broadway de Capitol Hill. L'exception de zonage a été faite par le Conseil municipal en échange d'une augmentation au-dessus du pourcentage minimum typique d'unités de logement abordable. Les nouveaux bâtiments comprendront 41% d'unités abordables.
En juin 2020, pendant les manifestations en mémoire de George Floyd et contre les violences policières, une zone de Capitol Hill désertée par la police de Seattle est barricadée par ses habitants et déclarée zone autonome,.

## Culture
Dès les années 1960, le quartier accueille un nombre important de couples gays et lesbiens qui font du Capitol Hill le "gayborhood" de Seattle.
Capitol Hill a la réputation d'être un bastion de la culture musicale à Seattle et est le quartier le plus étroitement associé à la scène Grunge du début des années 1990, bien que la plupart des lieux de musique les plus connus de cette époque se trouvaient en fait légèrement en dehors du quartier. La scène musicale s'est transformée depuis cette époque et aujourd'hui, une variété de genres (électronique, rock, punk, folk, salsa, hip hop et trance) sont représentés.
Le quartier occupe une place importante dans la vie nocturne et le divertissement, avec de nombreux bars proposant de la musique en direct et de nombreux théâtres annexes. La plupart des grandes artères de la colline sont parsemées de cafés, de tavernes et de bars, et les résidences couvrent toute la gamme, des modestes immeubles d'appartements en forme de motel à certaines des demeures les plus historiques de la ville, les deux types étant parfois côte à côte.
Capitol Hill abrite également deux des cinémas les plus connus de la ville, qui font tous deux partie de la chaîne Landmark Theatres. Ces deux théâtres sont des conversions architecturales de salles de réunion privées : le Harvard Exit (aujourd'hui fermé définitivement) dans l'ancienne maison du Woman's Century Club (converti au début des années 1970) et le Egyptian Theatre, dans une ancienne loge maçonnique (converti au milieu des années 1980). Il y a également la seule cinémathèque de Seattle, le Northwest Film Forum, qui, en plus de projeter des films, donne des cours de cinéma et produit des films aux côtés de la communauté cinématographique naissante de Seattle. Le Broadway Performance Hall, situé sur le campus du Seattle Central College (SCC), accueille également une variété de conférences, de performances et de films. Ces salles accueillent respectivement les projections du Festival international du film de Seattle et du Seattle Queer Film Festival chaque année.

## Anecdote
- Distributeur de boissons mystérieux de Capitol Hill